# Stade du Vivier d'Oie
 (avril 2025).
Le stade du Vivier d'Oie (en néerlandais : Stadion de Ganzenvijver) est un stade de football situé à Uccle en Belgique.

## Histoire
De 1902 à 1948, il a eu pour club résident le Racing Club de Bruxelles (ou Racing CB). Le site sert aujourd'hui à la section de hockey sur gazon du Racing CB.
C’est en 1904, à l’initiative de Ch. Flasselaerts, président du club, que fut construite la première tribune (beton armé, verre et boiserie) en Belgique par les architectes Reilig et Hauman.
Cette architecture remarquable et inédite pour l’époque était dotée de 1000 places assises.
C'est dans ce stade qu'eu lieu le match Belgique-France, premier match international de l'histoire de ces deux sélections et qui fut à l’origine de la création de la FIFA, le 21 mai 1904 à Paris.
Le 9 mars 1919, le premier match officiel de football d’après guerre se joue au Vivier d’Oie. Il s’agit une fois de plus d’un Belgique-France.
À cette époque, tout comme aujourd'hui, le stade ne comportait qu'une seule tribune en stuc.
Plusieurs éléments de ce stade sont en passe d'être classés au patrimoine belge.
La tribune a été classée par les Monuments et Sites de la Région Bruxelles-Capitale en 2010.
Un projet a été lancé pour la rénovation de La Tribune en 2021.
Un permis de bâtir a été octroyé en mai 2019.